# Сандер, Юнас Густав Вильгельм
Юнас Густав Вильгельм Сандер, швед. Jonas Gustav Vilhelm Zander, 29 марта 1835 года, Стокгольм — 17 июня 1920 года) — шведский физиотерапевт, основоположник механотерапии, изобретатель ряда аппаратов для лечебной гимнастики.

Густав Сандер родился 29 марта 1835 года в Стокгольме. В 1855—1860 гг. он получил медицинское образование в Уппсальском университете. Ещё в 1857 году он добился практического применения медико-механической гимнастики и, достигнув значительного усовершенствования в техническом отношении, открыл в Стокгольме в 1865 году первый институт врачебной гимнастики. Метод Цандера состоял в приспособлении механических аппаратов к возбуждению деятельности мускулов различных частей человеческого тела, причем в известных случаях оно достигается помимо физического напряжения со стороны пациента. Его метод был основан на учении П. Х. Линга, утверждавшего, что многие болезненные явления в человеческом теле могут быть устраняемы систематическим упражнением мускулов. Аппараты Сандера содействуют более правильному регулированию сопротивления, преодолеваемого при упражнении; сила сопротивления определяется при помощи особого счетчика. Это последнее важно для врача, предписывающего больному тот или иной вид гимнастического упражнения. Таким образом, аппараты Сандера служат одновременно динамометрами, определяющими силу мускулов. Аппараты Сандера, сконструированные им для пассивных движений, заслуживают особого внимания. Они сберегают силы пациента, и в то же время без всякого с его стороны напряжения действуют на мускулы механически, путём трясения, валяния, толчков, глажения и вибрационного движения особых приборов. Хорошие результаты были получены Цандером изобретенными им аппаратами для выпрямления позвоночного хребта и, в особенности с тех пор, когда ему удалось осуществить на практике специальные аппараты, позволяющие математически точно изображать графически искривление позвоночника. Врачебная гимнастика Сандера особенно полезна для детей и стариков, которые в силу физических недостатков не могут заниматься обыкновенной гимнастикой. В Швеции она нашла большое применение также при болезнях сердца и при нервном расстройстве. Институт Сандера в течение 1865—1898 гг. имел в числе своих пациентов 14332 мужчин и 5938 женщин (в среднем 596 в год).
Аппараты Сандера нашли довольно широкое применение не только в Европе, но и в Америке. В настоящее время единственными лечебными учреждениями, где применяются аппараты Сандера являются отделение механотерапии Цандеровского института  массажа, ортопедии и врачебной гимнастики в Лечебном парке города Ессентуки и кабинет механотерапии одесского клинического санатория «Лермонтовский». В Ессентуках продолжают использоваться более 50 аппаратов, в Одессе — 20 различных аппаратов. Кроме того, в первой половине XX века инженером-техником Е. М. Жерноклеевым по аналогии с аппаратами Сандера были разработаны тренажёры собственной конструкции, которые также используются в Ессентуках.

## Сочинения[3]
- Om mediko-mekaniska institutet i Stockholm. Stockh., 1872;
- Die Apparate für mechanisch heilgymnastische Behandlung und deren Anwendung. Stockh., 1886.